# 逆光天后
是一部2018年美國心理驚悚恐怖勵志傳記歌舞片，由布拉迪·科貝特執導，主演包括威廉·達佛、娜塔莉·波曼、裘德·洛及史黛西·馬汀，本片的開場背景取材自科倫拜校園事件。故事講述一名校園槍擊案的倖存者因一次意外被挖掘成為新一代天后，成名後卻讓她的生活逐漸失控，使她利用另種表達方式去對抗不公平待遇。
該片最先於2018年9月4日的威尼斯影展首映。其後亦於2018年9月7日在多倫多國際影展上展出，並定於2018年12月7日在美國作有限上映。全球賺得72萬美元。
電影廣受好評，也被認定為奧斯卡大熱之一。入围第75屆威尼斯影展角逐金獅獎。本片是娜塔莉·波曼繼《黑天鵝》後第二部同類型作品。

## 演員
- 威廉·達佛（William Dafoe）飾 旁白（Voice-over）
- 娜塔莉·波曼（Natalie Portman）飾 瑟萊斯（Celeste）
- 裘德·洛（Jude Law）飾 經理人（The Manager）
- 史黛西·馬汀（Stacy Martin）飾 伊蓮娜（Eleanor）
- 拉菲·卡西迪（英语：Raffey Cassidy） 飾 艾伯婷（Alebrtine）
- 珍妮佛·艾爾（Jennifer Ehle）飾 喬茜（Josie）

## 發行
2018年9月4日，霓虹娛樂取得電影在美國的發行權。該片定於2018年12月7日於美國有限上映。

## 外部連結
- 互联网电影数据库（IMDb）上《逆光天后》的资料（英文）
- 豆瓣电影上《逆光天后》的資料 （简体中文）